# Guilty (Barbra-Streisand-Album)
Guilty ist das 20. Studioalbum der US-amerikanischen Sängerin Barbra Streisand.

## Geschichte
Die Bee Gees galten Ende der 1970er Jahre nach ihrem Erfolg mit Saturday Night Fever als eine der erfolgreichsten Popbands der Welt. Barbra Streisand fragte Barry Gibb, ob er ein Album für sie schreiben könnte. Als Ergebnis dieser Anfrage entstand 1980 das Album Guilty, das von den Bee Gees – speziell auf den Stimmumfang der Sängerin angepasst – komponiert und von deren erfolgreichem Aufnahmeteam auch produziert wurde. Den Titelsong Guilty sang Streisand mit Barry Gibb im Duett.

## Guilty Pleasures
Aus Anlass des 25-jährigen Bestehens des Albums trafen sich Barry Gibb und Barbra Streisand erneut, um eine neue Platte aufzunehmen. Hierbei entstand Guilty Pleasures mit elf neuen Songs. Guilty Pleasures sollte keine Neuauflage des bestehenden Guilty-Albums sein, sondern ein neues Album, um das zu realisieren „was mit Guilty eigentlich geplant war“ (Zitat Barry Gibb). Auf der CD sind neun neue Kompositionen und zwei frühere Kompositionen und Versionen von Barry Gibb: (Letting Go) und Andy Gibb: ((Our Love) Don’t Throw It All Away).
Als endgültige Versionen veröffentlichte Sony 2005 eine DualDisc mit zusätzlichem DVD-Material. Guilty Pleasures – Dual Disc enthält neben den Songs auf der CD-Seite ebenfalls Interviews mit Barbra Streisand und Barry Gibb, sowie Musik-Clips auf der DVD-Seite. Ebenso entstand eine klassische Audio-CD ohne Extra-DVD.

## Titelliste

### Guilty
1. Guilty (Duett mit Barry Gibb) – 4:26
2. Woman in Love – 3:54
3. Run Wild – 4:09
4. Promises – 4:22
5. The Love Inside – 5:09
6. What Kind of Fool (Duett mit Barry Gibb) – 4:09
7. Life Story – 4:36
8. Never Give Up – 3:46
9. Make It Like a Memory – 7:33

### Guilty Pleasures
1. Come Tomorrow (Duett mit Barry Gibb)
2. Hideaway
3. Stranger in a Strange Land
4. It’s Up to You
5. Night of My Life
6. Above the Law (Duett mit Barry Gibb)
7. Without Your Love
8. All the Children
9. Golden Dawn
10. (Our Love) Don’t Throw It All Away
11. Letting Go

Auf dem dazugehörigen Videoalbum finden sich folgende Titel als Video, integriert in Interviews mit beiden Künstlern:
1. Above the Law (Duet with Barry Gibb)
2. Hideaway
3. Stranger in a Strange Land
4. Letting Go

## Singleauskopplungen
| Jahr | Titel             | Höchstplatzierung, Gesamtwochen, AuszeichnungChartplatzierungen (Jahr, Titel, , Platzierungen, Wochen, Auszeichnungen, Anmerkungen) | Höchstplatzierung, Gesamtwochen, AuszeichnungChartplatzierungen (Jahr, Titel, , Platzierungen, Wochen, Auszeichnungen, Anmerkungen) | Höchstplatzierung, Gesamtwochen, AuszeichnungChartplatzierungen (Jahr, Titel, , Platzierungen, Wochen, Auszeichnungen, Anmerkungen) | Höchstplatzierung, Gesamtwochen, AuszeichnungChartplatzierungen (Jahr, Titel, , Platzierungen, Wochen, Auszeichnungen, Anmerkungen) | Höchstplatzierung, Gesamtwochen, AuszeichnungChartplatzierungen (Jahr, Titel, , Platzierungen, Wochen, Auszeichnungen, Anmerkungen) | Anmerkungen                                                                |
| Jahr | Titel             | DE | AT | CH | UK | US | Anmerkungen                                                                |
| ---- | ----------------- | --- | --- | --- | --- | --- | -------------------------------------------------------------------------- |
| 1980 | Woman in Love     | DE1 Gold · (25 Wo.)DE | AT1 (16 Wo.)AT | CH1 (16 Wo.)CH | UK1 Gold · (16 Wo.)UK | US1 Platin · (24 Wo.)US | Erstveröffentlichung: 16. August 1980 B-Seite: Run Wild                    |
| 1980 | Guilty            | DE15 (13 Wo.)DE | — | — | UK34 Silber · (10 Wo.)UK | US3 (22 Wo.)US | Erstveröffentlichung: Oktober 1980 mit Barry Gibb; B-Seite: Life Story     |
| 1981 | What Kind of Fool | — | — | — | — | US10 (16 Wo.)US | Erstveröffentlichung: Januar 1981 mit Barry Gibb; B-Seite: The Love Inside |
| 1981 | Promises          | — | — | — | — | US48 (9 Wo.)US | Erstveröffentlichung: Mai 1981 B-Seite: Make It Like A Memory              |

## Kommerzieller Erfolg

### Preise
Die Aufnahme Guilty wurde im Jahr 1981 mit einem Grammy Award in der Kategorie „Beste Darbietung eines Duos oder einer Gruppe mit Gesang – Pop“ ausgezeichnet.

### Chartplatzierungen
| ChartsChartplatzierungen       | Höchstplatzierung | Wochen |
| ------------------------------ | ----------------- | ------ |
| Deutschland (GfK)              | 4 (31 Wo.)        | 31     |
| Österreich (Ö3)                | 1 (26 Wo.)        | 26     |
| Vereinigte Staaten (Billboard) | 1 (49 Wo.)        | 49     |
| Vereinigtes Königreich (OCC)   | 1 (83 Wo.)        | 83     |

| ChartsJahrescharts (1980) | Platzierung |
| ------------------------- | ----------- |
| Deutschland (GfK)         | 21          |
| Österreich (Ö3)           | 8           |

### Auszeichnungen für Musikverkäufe
Guilty bekam weltweit 21 Platin-Schallplatten für über 7,2 Millionen verkaufte Einheiten. Quellen zufolge soll es sich über 20 Millionen Mal verkauft haben, womit es nicht nur die meistverkaufte Veröffentlichung Streisands ist, sondern zu den weltweit meistverkauften Musikalben zählt. Davon sind 7,2 Millionen Verkäufe durch Schallplattenauszeichnungen belegt.
| Land/Region                  | Auszeichnungen für Musikverkäufe (Land/Region, Auszeichnung, Verkäufe) | Verkäufe  |
| ---------------------------- | ---------------------------------------------------------------------- | --------- |
| Australien (ARIA)            | 6× Platin                                                              | 420.000   |
| Belgien (BRMA)               | 2× Platin                                                              | 260.000   |
| Deutschland (BVMI)           | Platin                                                                 | 500.000   |
| Finnland (IFPI)              | Platin                                                                 | 57.106    |
| Frankreich (SNEP)            | 2× Platin                                                              | 600.000   |
| Hongkong (IFPI/HKRIA)        | Platin                                                                 | 20.000    |
| Italien (FIMI)               | Platin                                                                 | 100.000   |
| Neuseeland (RMNZ)            | Platin                                                                 | 20.000    |
| Vereinigte Staaten (RIAA)    | 5× Platin                                                              | 5.000.000 |
| Vereinigtes Königreich (BPI) | Platin                                                                 | 300.000   |
| Insgesamt                    | 21× Platin ·                                                           | 7.267.106 |

Hauptartikel: Barbra Streisand/Auszeichnungen für Musikverkäufe